# Aves (Santo Tirso)
Aves è una freguesia portoghese di Santo Tirso di 8 458 abitanti (2001).
È stata elevata a rango di città il 4 aprile 1955, cambiando nome in questa circostanza.

## Sport
È sede della squadra di calcio del Desp. Aves, che milita in Primeira Liga.